# OpenOffice.org Impress
OpenOffice.org Impress er et open source/free software som er en del af kontorpakken OpenOffice.org.  Programmet bruges til at lave et diasshow og svarer lidt til Microsoft PowerPoint.
| Software | Spire Denne artikel om software og programmering er en spire som bør udbygges. Du er velkommen til at hjælpe Wikipedia ved at udvide den. |